# 13 m²
Pour plus de détails, voir Fiche technique et Distribution.
13 m² est un film français de Barthélemy Grossmann sorti en 2007.

## Synopsis
Dans un quartier de Montreuil, José, un jeune homme hollandais gère de nombreuses affaires dans la banlieue et a une vie intime plutôt compliquée. Farouk et Réza sont ses amis les plus proches. Un jour, ils décident de braquer un fourgon pour payer leurs dettes à Lopez, mais une fois le braquage réussi, l'ambiance entre les trois amis commence à se dégrader. Entre dettes et conflits, finalement, les trois amis découvriront qu'ils sont dans une impasse, et devront, par la suite, se cacher dans une pièce de 13 m2.

## Fiche technique
- Titre original : 13 m²
- Réalisation : Barthélemy Grossmann
- Scénario : Négar Djavadi Barthélemy Grossmann
- Production : Murielle Thierin, Barthélemy Grossmann
- Société de production : Rezo Films
- Musique : Sébastien Galiana
- Montage : Gwenaël Giard Barberin
- Décors : Matthieu Genin
- Costumes : Claire Schwartz, Paméla Brejou
- Maquillage : Pascalyne Lopez
- Mixeur : Frédéric Bielle
- Pays d'origine :  France
- Format : couleur - 2,35:1 - 35 mm
- Son : Dolby SRD
- Genre : thriller
- Durée : 84 minutes
- Dates de sortie : 
  -  France : 17 mai 2007 au festival de Cannes
  -  France : 20 juin 2007
  -  Belgique : 25 juillet 2007
  -  France : 20 février 2008 (sortie DVD)[1]
- Tous publics

## Distribution
- Barthélemy Grossmann : José
- Lucien Jean-Baptiste : Farouk
- Youssef Hajdi : Réza
- Bérénice Bejo : Sophie
- Thierry Lhermitte : le solitaire
- Alain Figlarz : Lopez
- Éric Savin : Francis
- Morgan Perez : Philippe

## Musique
- L'Homme errant par Psykick Lyrikah
- Bad Thriller par Abstrackt Keal Agram
- Agnus Dei du Requiem de Wolfgang Amadeus Mozart

## Accueil

### Accueil critique
En France, le site Allociné propose une note moyenne de 3,4⁄5 à partir de l'interprétation de critiques provenant de 16 titres de presse.
- Le Monde, Jean-Luc Douin :  :

« Il y a quelque chose de hustonien dans le scénario de Barthélémy Grossmann (...) 13 m² est un film moral et politique maquillé en thriller. La cinéphilie de l'auteur, ses trouvailles de mise en scène (cette ruelle filmée à l'accéléré, l'absence du casse à l'image, figuré par des sons) le désignent comme un artiste complet, à ne pas perdre de vue. »
- Première, Isabelle Danel :  :

« Malgré un rythme fluctuant et un symbolisme appuyé, quelque chose de la tragédie persiste jusqu'à envoûter dans ce huis clos filmé avec trois bouts de ficelles mais qui a l'élégance d'éclater sur l'écran en 35 mm et en Scope. »
- Paris Match, Alain Spira :  :

« Sans échapper aux clichés du genre, le réalisateur parvient à installer son polar banlieusard dans un climat lourd et prenant. Tagué dans le réel, chaque acteur trouve son espace de jeu dans ces "13m²". Ils incarnent avec une authenticité brutale 3 pauvres types prêts à conquérir, les armes à la main, ces rêves de luxe que la société de consommation a mis sous leurs yeux. »

## Autour du film
- Le film a été tourné à Bagnolet.
- Une scène du film se passe dans une pièce de 13 m2, d'où le titre du film.
- Barthélemy Grossmann a eu envie de tourner ce film grâce à un de ses amis, Frank.
- Les armes de Farouk sont un AK-47 et un RPK.
- « A beaucoup de gens, il ne manque que de l'argent pour être honnêtes. » (Carlo Dossi)